# Černčice (Lounyi járás)
Černčice település Csehországban, Lounyi járásban. Černčice Obora, Louny, Blšany u Loun és Vršovice településekkel határos. Lakosainak száma 1330 fő (2024. január 1.).

## Népesség
A település lakosságának változását az alábbi diagram mutatja:
| Lakosok száma | 341  | 450  | 1292 | 1329 | 1396 | 1402 | 1327 | 1347 | 1320 | 1330 |
|               | 1869 | 1890 | 1921 | 1950 | 1980 | 2001 | 2017 | 2019 | 2022 | 2024 |